# Spirobranchus giganteus
Spirobranchus giganteus (лат.) — вид многощетинковых червей из семейства Serpulidae. Широко распространены в тропических морях Мирового океана. Ведут сидячий образ жизни в тесной ассоциации с мадрепоровыми кораллами, строя в углублениях на поверхности их колоний известковые трубки. Представителей этого вида нередко содержат в аквариумах вместе с коралловыми полипами.

## Строение
Наиболее заметная черта этих полихет — пара ярких перистых щупалец, свёрнутых в спираль. Они представляют собой видоизменённые пальпы и используются червями для фильтрации планктона и взвешенных в воде частиц, а также для газообмена. Окраска щупалец может быть различной: красной, белой, синей, пёстрой. Одна из ветвей щупалец видоизменяется в оперкулюм — плотную крышечку, закрывающую вход в трубку, когда червь полностью втягивается внутрь. 

## Экология
Взрослые Spirobranchus giganteus — облигатные мутуалисты живых мадрепоровых кораллов. Поселяясь на поверхности колонии, червь получает лучшую защиту от хищников. В свою очередь, его крупные щупальца способны отпугивать от ближайших частей колонии коралла питающуюся кораллами морскую звезду — терновый венец (Acanthaster planci). Хотя полностью предотвратить хищничество звезды черви не способны, колония получает возможность к восстановлению за счёт регенерации. Кроме того, за счёт биения ресничек, которыми покрыты щупальца Spirobranchus giganteus, увеличивается скорость потока воды над поверхностью кораллов, которые также питаются планктоном.